# Marco Frapporti
Marco Frapporti (Gavardo, província de Brescia, Llombardia, 30 de març de 1985) és un ciclista italià, professional des del 2008. Actualment corre a l'equip Vini Zabù-KTM. En el seu palmarès destaquen algunes etapes en curses com la Volta a la Gran Bretanya, el Brixia Tour o la Ruta del Sud.
Els seus germans Simona i Mattia també competeixen professionalment.

## Palmarès
- 2007
  - 1r al Piccolo Giro de Llombardia
  - 1r al Giro del Canavese
- 2009
  - Vencedor d'una etapa al Giro de la Província de Grosseto
- 2010
  - Vencedor d'una etapa a la Volta a la Gran Bretanya
- 2011
  - Vencedor d'una etapa al Brixia Tour
- 2013
  - Vencedor d'una etapa a la Ruta del Sud

### Resultats al Giro d'Itàlia
- 2010. 138è de la classificació general
- 2011. 132è de la classificació general
- 2014. 108è de la classificació general
- 2015. 98è de la classificació general
- 2018. 119è de la classificació general
- 2019. 81è de la classificació general
- 2020. 108è de la classificació general